# Prevlje
Prevlje je naseljeno mjesto u općini Konjic, Federacija Bosne i Hercegovine, BiH.
Nalaze se oko 2 kilometra južno od Konjica.

## Stanovništvo

### 1991.
Nacionalni sastav stanovništva 1991. godine, bio je sljedeći:
ukupno: 36
- Muslimani – 36

### 2013.
Nacionalni sastav stanovništva 2013. godine, bio je sljedeći:
ukupno: 49
- Bošnjaci – 49

## Vanjske poveznice
- Satelitska snimka  Arhivirana inačica izvorne stranice od 25. studenoga 2020. (Wayback Machine)